# Berthold (Stati Uniti d'America)
Berthold è un centro abitato (city) degli Stati Uniti d'America, situato nella Contea di Ward, nello Stato del Dakota del Nord. Nel censimento del 2000 la popolazione era di 466 abitanti. La città è stata fondata nel 1900. Appartiene all'area micropolitana di Minot.

## Geografia fisica
Secondo i rilevamenti dell'United States Census Bureau, la località di Berthold si estende su una superficie di 1,0 km², tutti occupati da terre.

## Popolazione
Secondo il censimento del 2000, a Berthold vivevano 466 persone, ed erano presenti 131 gruppi familiari. La densità di popolazione era di 469 ab./km². Nel territorio comunale si trovavano 181 unità edificate. Per quanto riguarda la composizione etnica degli abitanti, il 98,07% era bianco, lo 0,21 era afroamericano, lo 0,21% proveniva dall'Asia, lo 0,43% apparteneva ad altre razze e l'1,07% a due o più. La popolazione di ogni razza ispanica corrispondeva all'1,29% degli abitanti.
Per quanto riguarda la suddivisione della popolazione in fasce d'età, il 31,8% era al di sotto dei 18, il 4,5% fra i 18 e i 24, il 32,0% fra i 25 e i 44, il 16,5% fra i 45 e i 64, mentre infine il 15,2% era al di sopra dei 65 anni di età. L'età media della popolazione era di 34 anni. Per ogni 100 donne residenti vivevano 99,1 maschi.